# Барете
Барете (итал. Barete) — коммуна в Италии, расположена в области Абруццо, подчиняется административному центру Л’Акуила.
Население составляет 664 человека (на 2005 г.), плотность населения составляет 27,27 чел./км². Занимает площадь 24,35 км². Почтовый индекс — 67010. Телефонный код — 0862.
Покровителями коммуны почитаются свв. апостолы Пётр и Павел. Праздник ежегодно празднуется 29 июня.